# سوزومن
سوزومن (بالإنجليزية: Sozomen)‏ (و. 400 – 450 م) هو مؤرخ، وبلاغياتي، وكاتب، ومحامي من الإمبراطورية البيزنطية، توفي عن عمر يناهز 50 عاماً.

## التعليم
تعلم في مدرسة الحقوق في بيروت.

## روابط خارجية
- سوزومن على موقع الموسوعة البريطانية (الإنجليزية)